# Kuklov
Koválov (mađ. Kukló, nje. Kugelhof) je naseljeno mjesto u okrugu Senica u Trnavskom kraju u Slovačkoj.

## Stanovništvo
| Godina:     | 1993. | 2003.   | 2013.   | 2023.   |
| ----------- | ----- | ------- | ------- | ------- |
| Broj ljudi: | 778   | 773     | 795     | 766     |
| Razlika:    |       | -0,64 % | +2,84 % | -3,64 % |

| Godina:     | 2022. | 2023.   |
| ----------- | ----- | ------- |
| Broj ljudi: | 775   | 766     |
| Razlika:    |       | -1,16 % |

Prema podacima o broju stanovnika iz 2023. godine naselje je imalo 766 stanovnika.

## Vanjske poveznice
|  | Zajednički poslužitelj ima još gradiva o temi Kuklov |

- Službena stranica naselja (sl.)